# Paul Bowles
Pour les articles homonymes, voir Bowles.
Paul Bowles (30 décembre 1910-18 novembre 1999) est un compositeur, écrivain, et voyageur américain. Il passa la majeure partie de sa vie au Maroc.

## Biographie
De son nom complet Paul Frederick Bowles, il naquit le 30 décembre 1910 à Jamaica (quartier de Long Island, dans la ville de New York). Sa mère lui fit lecture d'œuvres d'Edgar Allan Poe alors qu'il était encore enfant. Par la suite, il étudia à l'université de Virginie.
En 1929, il abandonna ses études pour faire son premier voyage à Paris. En 1931, lors d'un autre séjour en France, il s'agrégea au cercle littéraire et artistique de Gertrude Stein et, sur son conseil, se rendit pour la première fois à Tanger en compagnie de son ami et professeur de musique, le compositeur Aaron Copland. Il retourna en Afrique du Nord dès l'année suivante, voyageant dans d'autres régions du Maroc, du Sahara et de l'Algérie.
En 1938, il épousa Jane Bowles, née Auer, écrivain et dramaturge. Tout au long des années 1940, ils figurèrent parmi les personnalités littéraires marquantes de New York, Bowles travaillant par exemple comme critique musical au New York Herald Tribune sous la direction de Virgil Thomson.
En 1947, Bowles partit s'établir définitivement à Tanger, où Jane Auer vint le rejoindre en 1949. Le couple devint rapidement incontournable dans le milieu des Européens et Américains établis à Tanger. Dès la fin des années 1940, ils y reçurent la visite de figures littéraires éminentes, parmi lesquelles Truman Capote, Tennessee Williams et Gore Vidal. Ils furent suivis, au cours des années 1950, par les auteurs de la beat generation, Allen Ginsberg et William S. Burroughs.
À partir de son installation au Maroc, Bowles se consacra à l'écriture de romans, de nouvelles et de récits de voyages, écrivant également la musique pour neuf pièces représentées à l'École américaine de Tanger (American School of Tangier).
Au début des années 1952, Bowles fit l'acquisition de Taprobane, petite île située sur la côte de l'actuel Sri Lanka, où il écrivit une grande partie de son roman The Spider's House, revenant à Tanger lors des mois les plus chauds.
Après la mort de Jane Bowles en 1973 à Malaga (Espagne), Bowles continua de vivre à Tanger, écrivant et recevant ses visiteurs dans son modeste appartement. En 1995, Bowles retourna brièvement à New York pour un festival consacré à ses œuvres musicales, se tenant au Lincoln Center. À cette occasion, il participa également à un festival de sa musique au centre de Lincoln ainsi qu'à un colloque et à une entrevue tenue à la New School for Social Research (« nouvelle école pour la recherche sociale »).
Paul Bowles est mort d'un arrêt cardiaque à l'hôpital italien de Tanger le 18 novembre 1999, à l'âge de 88 ans. Le lendemain, le New York Times publia une nécrologie occupant une page entière. Bien qu'ayant vécu au Maroc pendant 52 ans, Paul Bowles fut inhumé à Lakemont (en) (New York), à proximité de ses parents et grands-parents.

## Musique sansonirisme
Son répertoire, très souvent conventionnel, s'éloigna, à quelques rares exceptions, des thèmes de prédilection de ses romans.
L'insondable Paul Bowles étudia la musique avec Aaron Copland, publia son premier poème à dix-sept ans, fit des allers-retours entre New York et Paris pour finalement s'installer à Tanger et y construire un univers fascinant dont l'aura de légende persiste encore aujourd'hui. À Paris, il se lia avec Tristan Tzara, subit comme tous ses compatriotes les brimades de Gertrude Stein. À Berlin, il arrangea pour le piano des pièces vocales du dadaïste Kurt Schwitters. À New York, il fut critique musical pour le International New York Times, sous l'égide de Virgil Thomson, et reconnu comme un excellent compositeur, il collabora avec Orson Welles, Joseph Losey ou Tennessee Williams.
Son opéra The Wind Remains, inspiré par un poème de Federico García Lorca, fut créé en 1943, dirigé par Leonard Bernstein, avec une chorégraphie de Merce Cunningham. Quand il décrocha un substantiel contrat d'édition en 1947, il s'installa définitivement à Tanger. Cette évaporation marocaine ruina sa carrière de compositeur, mais cet éloignement lui permit de trouver la concentration pour écrire. Truman Capote, William S. Burroughs, Brion Gysin, Jack Kerouac, Gore Vidal lui rendirent visite, tandis qu'il concevait un puissant univers littéraire reposant sur un canevas machinal systématique, qui montrait le basculement progressif dans la folie de l'homme occidental confronté aux civilisations encore sauvages de l'Afrique du Nord et de l'Amérique latine.

### Éclectisme et exotisme
Sa musique pour piano, désormais souvent jouée, comme en témoignent deux disques récents (chez Naxos), interprétés par Andrey Kasparov (en) et Oksana Lutsyshyn (en), dévoila l'éclectisme et l'exotisme de Bowles, ses deux traits distinctifs. Derrière un univers hybride, entre folklore américain et airs sud-américains, des rares pièces dissonantes révélèrent une violence sourde et secrète. Cherchant le lien secret entre le monde naturel et la conscience de l'homme, Bowles réussit parfaitement à restituer cet entre-deux magnétique du choc des instincts sauvages et civilisés dans ses romans comme Après toi le déluge ou Un thé au Sahara.

Étrangement, sa musique, à quelques notables exceptions — Tamanar, Sonate pour deux pianos —,, reste souvent séduisante, loin de sa thématique onirique, alors qu'il n'était fasciné que par la violence et la destruction.

## Œuvres

### Romans
- 1949 : Un thé au Sahara (The Sheltering Sky) – Adapté pour le cinéma en 1990 par Bernardo Bertolucci, sous le titre Un thé au Sahara, film dans lequel il apparait en tant qu'acteur (jouant le narrateur) au début et à la fin du film.
- 1952 : Après toi le déluge (Let It Come Down)
- 1955 : La Maison de l'araignée (The Spider's House)
- 1966 : La Jungle rouge (Up Above the World)
- 1991 : Too Far from Home, inspiré de la vie du peintre Miquel Barceló

### Nouvelles
Il a également publié quatorze recueils de nouvelles, parmi lesquels (éditions françaises) :
- 1987 : Le Scorpion (13 nouvelles)
- 1987 : Réveillon à Tanger (15 nouvelles)
- 1988 : Paroles malvenues (7 nouvelles)
- 1988 : L'Écho (11 nouvelles)
- 1989 : In absentia

### Récits
- 1989 : Un thé sur la montagne (récits de voyages en Afrique du Nord et en Amérique du Sud)

Yallah  (1956).
- 1963 : Leurs mains sont bleues (récits de voyages dans le Sud marocain, en Turquie, à Ceylan et en Amérique latine)
- 1972 : Mémoires d'un nomade (récit autobiographique)
- 1982 : Des aires du temps (récit autobiographique)
- 1990 : Journal tangérois (récit autobiographique)

### Poésie
Trois volumes de poésie, dont Next to nothing  (1981).

### Théâtre
- 1946 : No exit de Jean-Paul Sartre, adaptation Paul Bowles, New York
- 1966 : The Garden

### Autres
Il traduisit des contes et des romans de Mohammed Mrabet, Driss Ben Hamed Charhadi (en) (Larbi Layachi), Abdeslam Boulaich (en) et Ahmed Yacoubi (en) après avoir enregistré leurs textes grâce à un magnétophone. Il traduisit également des œuvres de l'auteur marocain Mohamed Choukri, dont Le Pain nu.
En 1959, au cours d'un périple à travers le Maroc, Bowles consacra cinq semaines à des enregistrements sur la langue andalouse ainsi qu'à la musique tribale traditionnelle des Berbères. Deux enregistrements ont été commercialisés et tous sont archivés à la Library of Congress (« Bibliothèque du Congrès ») à Washington, DC.

### Publications
- Un thé au Sahara, Gallimard, coll. « L'Imaginaire », 1980, 289 p. (ISBN 978-2-07-021682-6)
- Après toi le déluge, Gallimard, coll. « L'Imaginaire », 1988, 312 p. (ISBN 978-2-07-071453-7)
- La Maison de l'araignée, Promeneur, coll. « Roman », 1993 (ISBN 978-2-87653-179-6)
- (en + fr) Leurs mains sont bleues. Récits de voyage, Points, 1995 (ISBN 978-2020246361)
- La Maison de l'araignée, Le Livre de Poche, coll. « Littérature & Documents », 1995 (ISBN 978-2-253-13879-2)
- (en) Paul Bowles et Paul Theroux (Introduction), The Sheltering Sky, Penguin Classics, 2004 (ISBN 978-0141187778)
- (en) Let It Come Down: A Novel, Harper Perennial, 2006 (ISBN 978-0061137396)
- Réveillon à Tanger  (trad. de l'anglais), Paris, Gallimard, coll. « L'Imaginaire », 2007, 246 p. (ISBN 978-2-07-078416-5)
- Romans, Gallimard, coll. « Quarto », 2008, 1073 p. (ISBN 978-2-07-012188-5)
- Paul Bowles et Liliane Abensour (Traduction), Leurs mains sont bleues, Points aventure, coll. « Réédition », 2016, 222 p. (ISBN 978-2-7578-5900-1)

## Sources
- (en) Cet article est partiellement ou en totalité issu de l’article de Wikipédia en anglais intitulé « Paul Bowles » (voir la liste des auteurs).

### Biographie
- Robert Briatte, Paul Bowles, Plon Collection Biographique, coll. « Terre humaine », 1993, 338 p. (ISBN 978-2-259-02007-7)
- (en) Carol Ardman et Mary Sarah Agliotta, Tangier Love Story: Jane Bowles, Paul Bowles, and Me, Audible Studios on Brilliance, coll. « MP3 Una », 2017 (ISBN 978-1536633047)